# Радован Фукс
Радован Фукс (хорв. Radovan Fuchs; нар. 5 вересня 1953, Загреб) — хорватський науковець, політик, міністр науки, освіти та спорту в уряді Ядранки Косор і міністр науки та освіти в уряді Андрея Пленковича.  

## Життєпис
Його дідусь із боку батька Хінко був торговцем зерном, який емігрував у Хорватію з Німеччини, а бабуся по батькові Євгенія походила з Угорщини. Вони оселилися в хорватській області Славонія. Його бабуся і дідусь по матері походили з Велої Луки. Фукс має єврейські корені. Свого часу його батько навернувся у католицтво, і Різдво та інші католицькі свята стали звичними і шанованими в родині Фуксів. По батьківській лінії він доводиться родичем хорватському композиторові Ватрославу Лисинському. Після Другої світової війни комуністична влада СФР Югославії конфіскувала все майно батька Фукса, включаючи магазин оптової торгівлі папером і будинок. 
1979 року Радован закінчив ветеринарний факультет Загребського університету. 1984 року здобув ступінь магістра з біомедицини. 1988 року в біомедичному центрі Уппсальського університету, що у Швеції, здобув диплом доктора філософії, захистивши дисертацію у галузі токсикології та фармакології.
Включився у політичну діяльність як член Хорватської демократичної співдружності. У 1993—2000 роках був заступником міністра науки і технологій, а з 2004 до 2008 року — заступником міністра науки, освіти та спорту. У 2008—2009 рр. працював державним секретарем у цьому міністерстві. З липня 2009 року по грудень 2011 року очолював міністерство науки, освіти та спорту у правоцентристському уряді Ядранки Косор.
2012 року став заступником директора ІМІ з питань міжнародної співпраці. Того самого року обійняв посаду професора Рієцького університету. У 2018—2019 рр. був радником прем’єр-міністра Андрея Пленковича. 23 липня 2020 року в його другому кабінеті призначений міністром науки та освіти.